# Александровська геометрія
Александровська геометрія — своєрідний розвиток аксіоматичного підходу в сучасній геометрії.
Ідея полягає в заміні певної рівності в аксіоматиці евклідового простору на нерівність.

## Історія
Перше синтетичне визначення обмежень на кривину знизу і зверху дав Абрахам Вальд у своїй студентській роботі, написаній під керівництвом Карла Менгера.
Ця робота була забута аж до 1980-их років.
Подібні визначення були перевідкриті Олександром Даниловичем Александровим.
Він також дав перші значні застосування цієї теорії, зокрема до завдань вкладення і згинання поверхонь.
Близьке визначення метричних просторів недодатною кривиною було дане майже одночасно Буземаном.
Дослідження Александрова та його учнів велись за двома основним напрямками:
- Двовимірні простори з кривиною, обмеженою знизу;
- Простори довільної розмірності з кривиною обмеженою зверху.
  - Гіперболічність у сенсі Громова[ru] є продовженням цієї теорії для дискретних просторів. Воно має значні застосування в теорії груп.

Простори довільної розмірності з кривиною, обмеженою знизу, почали вивчати тільки в кінці 90-х років.
Поштовхом до цих досліджень стала теорема Громова про компактність.
Основна робота була написана Юрієм Дмитровичем Бураго, Михайлом Леонідовичем Громовим і Григорієм Яковичем Перельманом.

## Основні визначення
Трикутник порівняння для трійки точок {\displaystyle xyz} метричного простору {\displaystyle X} це трикутник {\displaystyle [{\tilde {x}}{\tilde {y}}{\tilde {z}}]} на евклідовій площині {\displaystyle \mathbb {E} ^{2}} з тими ж довжинами сторін;
тобто
{\displaystyle {\begin{aligned}|{\tilde {x}}-{\tilde {y}}|_{\mathbb {E} ^{2}}&=|x-y|_{X},\\|{\tilde {y}}-{\tilde {z}}|_{\mathbb {E} ^{2}}&=|y-z|_{X},\\|{\tilde {z}}-{\tilde {x}}|_{\mathbb {E} ^{2}}&=|z-x|_{X}.\end{aligned}}}
Кут при вершині {\displaystyle {\tilde {x}}} у трикутнику порівняння {\displaystyle [{\tilde {x}}{\tilde {y}}{\tilde {z}}]} називаються кутом порівняння трійки {\displaystyle xyz} і позначаються {\displaystyle {\tilde {\measuredangle }}(x\,_{z}^{y})}.
В геометрії Александрова розглядаються повні метричні простори {\displaystyle X} з внутрішньої метрикою з однією з двох таких нерівностей на 6 відстаней між 4 довільними точками.

### Недодатна кривина
Перша нерівність, полягає в такому: для довільних 4 точок {\displaystyle x,y,p,q\in X} розглянемо кілька трикутників порівняння {\displaystyle [{\tilde {x}}{\tilde {p}}{\tilde {q}}]} і {\displaystyle [{\tilde {y}}{\tilde {p}}{\tilde {q}}]}. Тоді для довільної точки {\displaystyle {\tilde {z}}\in [{\tilde {p}}{\tilde {q}}]} виконується нерівність
{\displaystyle |x-y|_{X}\leq |{\tilde {x}}-{\tilde {z}}|_{\mathbb {E} ^{2}}+|{\tilde {x}}-{\tilde {z}}|_{\mathbb {E} ^{2}}.}
У цьому випадку кажуть, що простір задовольняє {\displaystyle \mathrm {CAT} [0]}-нерівності.
У разі локального виконання цієї нерівності, кажуть, що простір має недодатну кривину в сенсі Александрова.

### Невід'ємна кривина
Друга нерівність, полягає в такому: для довільних 4 точок {\displaystyle p,x,y,z\in X} виконується нерівність
{\displaystyle {\tilde {\measuredangle }}(p\,_{y}^{x})+{\tilde {\measuredangle }}(p\,_{z}^{y})+{\tilde {\measuredangle }}(p\,_{x}^{z})\leq 2\cdot \pi .}
У цьому випадку кажуть, що простір задовольняє {\displaystyle \mathrm {CBB} [0]}-нерівності або кажуть, що простір має невід'ємну кривину в сенсі Александрова.

### Загальні обмеження на кривину
Замість Евклідової площини можна взяти простір
{\displaystyle \mathbb {M} [k]} — модельну площину кривини {\displaystyle k}.
Тобто
- {\displaystyle \mathbb {M} [0]} є евклідова площина,
- {\displaystyle \mathbb {M} [k]} при {\displaystyle k>0} є сфера радіуса {\displaystyle 1/{\sqrt {k}}},
- {\displaystyle \mathbb {M} [k]} при {\displaystyle k<0} є гіперболічна площина кривини {\displaystyle k}.

Тоді вищенаведені визначення перетворюються на визначення CAT[k] і CBB[k] просторів та просторів з кривиною {\displaystyle \leq k} і {\displaystyle \geq k} у сенсі Александрова
У разі {\displaystyle k>0}, трикутник порівняння трійки {\displaystyle (xyz)} вважається визначеним, якщо виконана така нерівність
{\displaystyle |x-y|_{X}+|y-z|_{X}+|z-x|_{X}<2\cdot \pi /{\sqrt {k}}}.

## Основні теореми
- Лема Александрова[ru] — важливе технічне твердження про кути порівняння
- Теорема Решетняка про склеювання[ru] — дозволяє конструювати CAT(k) простору шляхом склеювання CAT(k) просторів за опуклими множинами.
- Теорема Решетняка про мажорування[ru] — дає зручне еквівалентне визначення CAT(k) просторів.
- Теорема глобалізації для CAT(k) просторів, є узагальненням теореми Адамара — Картана.
- Теорема глобалізації для CBB(k) просторів, є узагальненням теореми порівняння Топоногова[ru].